# Paper pintat

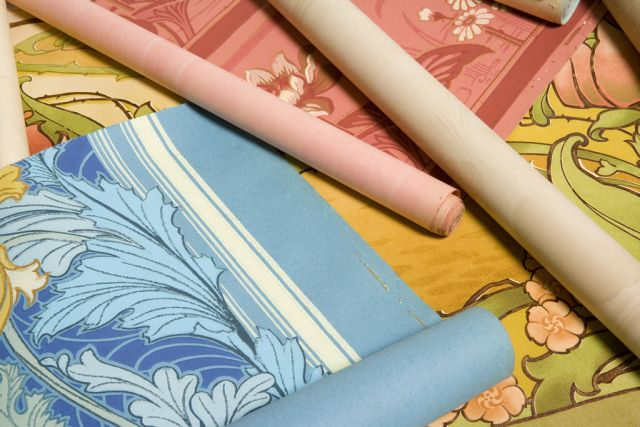
Rotlles de paper pintat

El paper pintat és un tipus de paper que s'utilitza com a revestiment en la decoració d'interiors i es col·loca sobre les parets d'una habitació cobrint-les totalment o parcialment. Consisteix una superfície de paper estampada o llisa que s'enganxa a les parets. Sol consistir en dissenys uniformes com ratlles o quadres o motius que es repeteixen de manera que es pugui col·locar un rotlle al costat de l'altre mantenint l'harmonia visual. Actualment, el paper pintat torna a estar d'actualitat. Després d'un ús indiscriminat durant les dècades dels anys 60, 70 i 80, i superada la seva davallada de la dècada dels 90, als darrers anys el paper pintat ha recuperat espai en la decoració d'interiors i ho ha fet per la porta gran.
A banda d'estar present als habitatges, on s'ha utilitzat tradicionalment com a element decoratiu, ara és freqüent veure'l en molts edificis de negocis. Així, establiments comercials, oficines, hotels o botigues dels més diversos productes i serveis han tendit a decorar els seus interiors amb paper pintat. A més, en molts d'aquests espais s'observa que el seu emplaçament també ha canviat, perquè si abans decorava totes les parets per igual, ara sovint s'utilitza per empaperar més selectivament (només una paret, dues, o una paret i un sostre...) entre les moltes combinacions possibles.

## Història

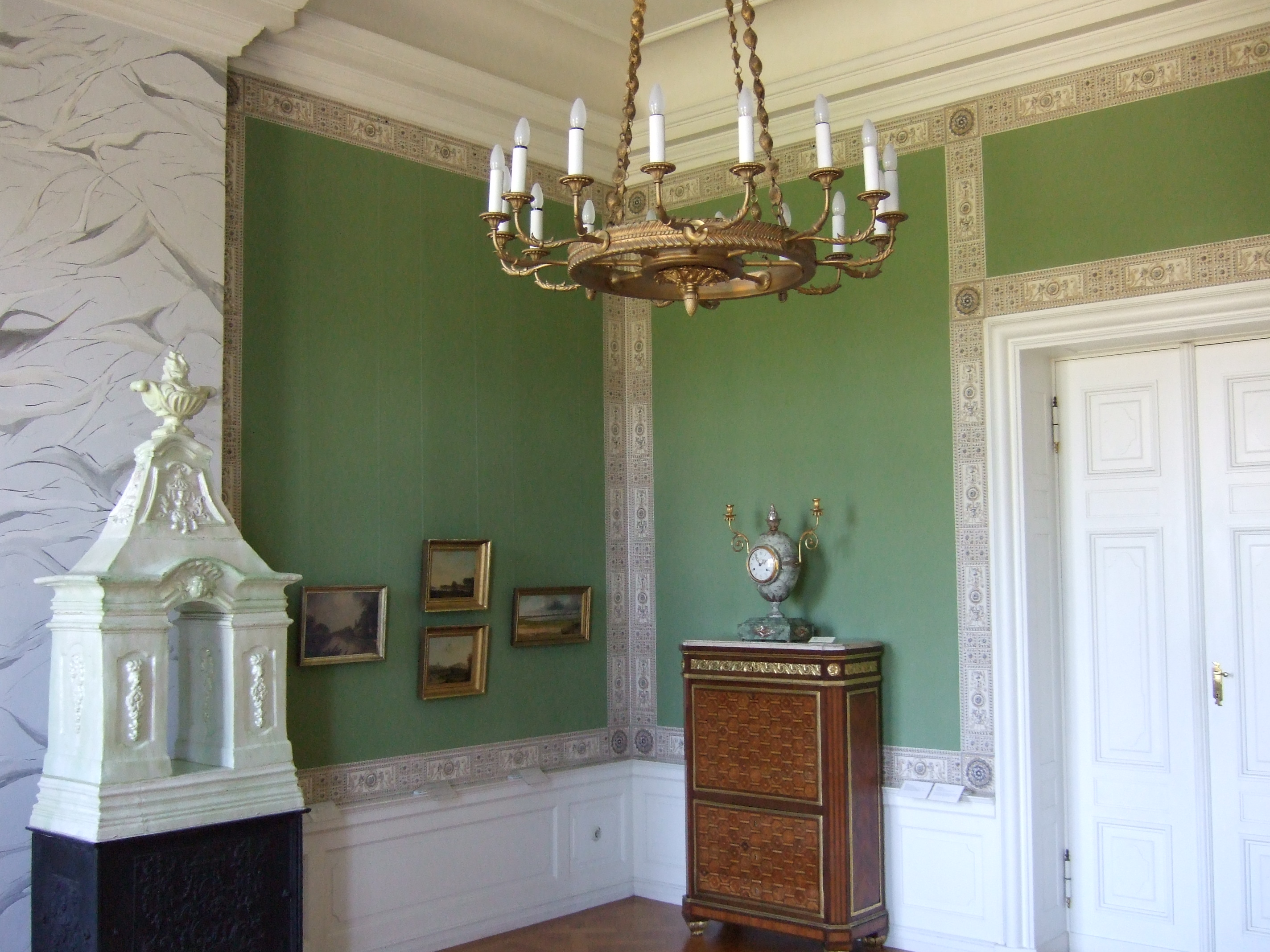
Habitació decorada amb diversos tipus de paper pintat i sanefa

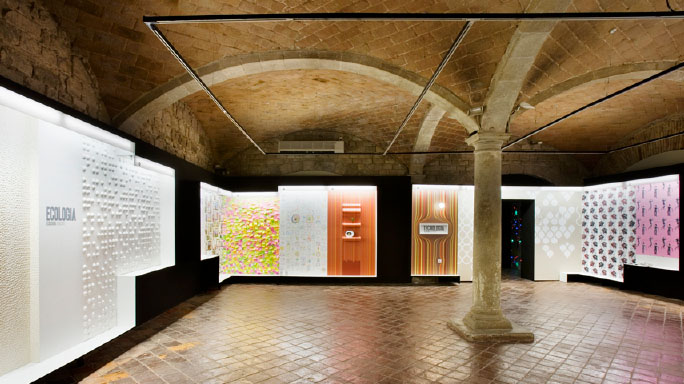
Sala de l'exposició papers pintats al DHUB

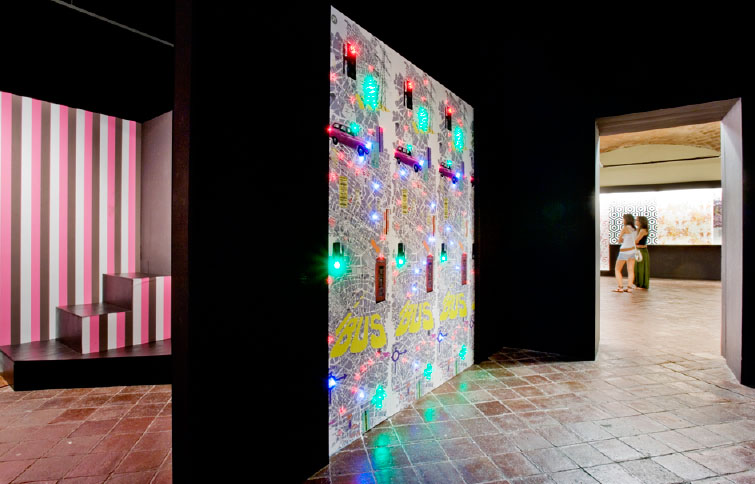
Sala de l'exposició papers pintats al DHUB

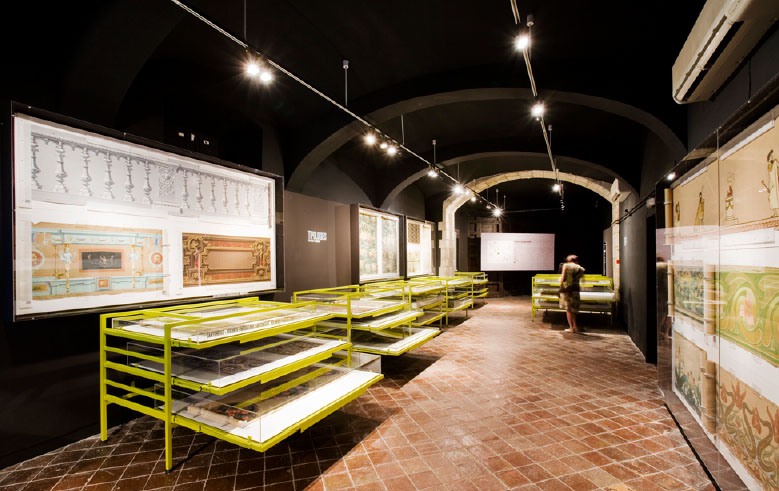
Sala de l'exposició papers pintats al DHUB

El paper pintat s'elaborava des d'antic i va arribar a Europa al segle xviii des de l'Orient. El vell continent, per tant, fou el nou focus d'irradiació d'aquest revestiment i no va ser fins al final del segle xix que aquesta tendència va decréixer i que països d'altres continents van realitzar les seves pròpies produccions. Antigament, l'estampació es feia de forma manual i artesana. Les peces de paper eren força petites i servien per «entapissar» murs i objectes. Si calia recobrir una superfície força gran, se solia encolar els fulls fent-ne rotlles (per facilitar així la seva col·locació) i després es pintaven o s'estampaven (al bac) amb motlles de fusta on prèviament s'havia gravat el dibuix o el motiu escollit. Amb aquest sistema es produïa paper pintat per recobrir parets, però les seves mides reduïdes també permetien decorar objectes com capsetes, baguls o armariets o fins i tot guardes de llibres, per citar-ne només alguns.

### Primeres fàbriques
Pel que fa a la producció del paper pintat, la primera fàbrica es va establir a Anglaterra el 1746. La producció era artesanal i es feia a partir de la impressió amb planxa, un procediment lent i laboriós que va despertar força interès, com ho testimonia que el 1759 el gravador francès Jean-Michel Papillon dibuixés i redactés els procediments per gravar els motllos i estampar paper pintat per a l'Encyclopédie que preparaven Diderot i d'Alembert.
Uns anys després, a finals del segle xviii, a Anglaterra s'aconseguí donar al paper pintat l'aspecte envellutat tot encolant-hi al damunt llana triturada, procediment que li conferia l'aspecte i el tacte del vellut i que hom denominà paper flocat.
Aleshores també es fabricava paper pintat amb relleu, aconseguit amb cilindres calents que donaven forma al paper gruixut, gairebé cartronet, sistema aquest que hom denominava paper gofrat.
El 1807, a França, Jean Zuber et Cie (Rixheim) i Joseph Dufour (Mâcon) presenten els primers papers pintats panoràmics, unes ornamentacions murals en paper molt espectaculars. Es tracta de la seqüència de diversos motius o escenes estampats en diferents rotlles i que donen la sensació visual de contemplar, en la majoria dels casos, un paisatge o una marina.

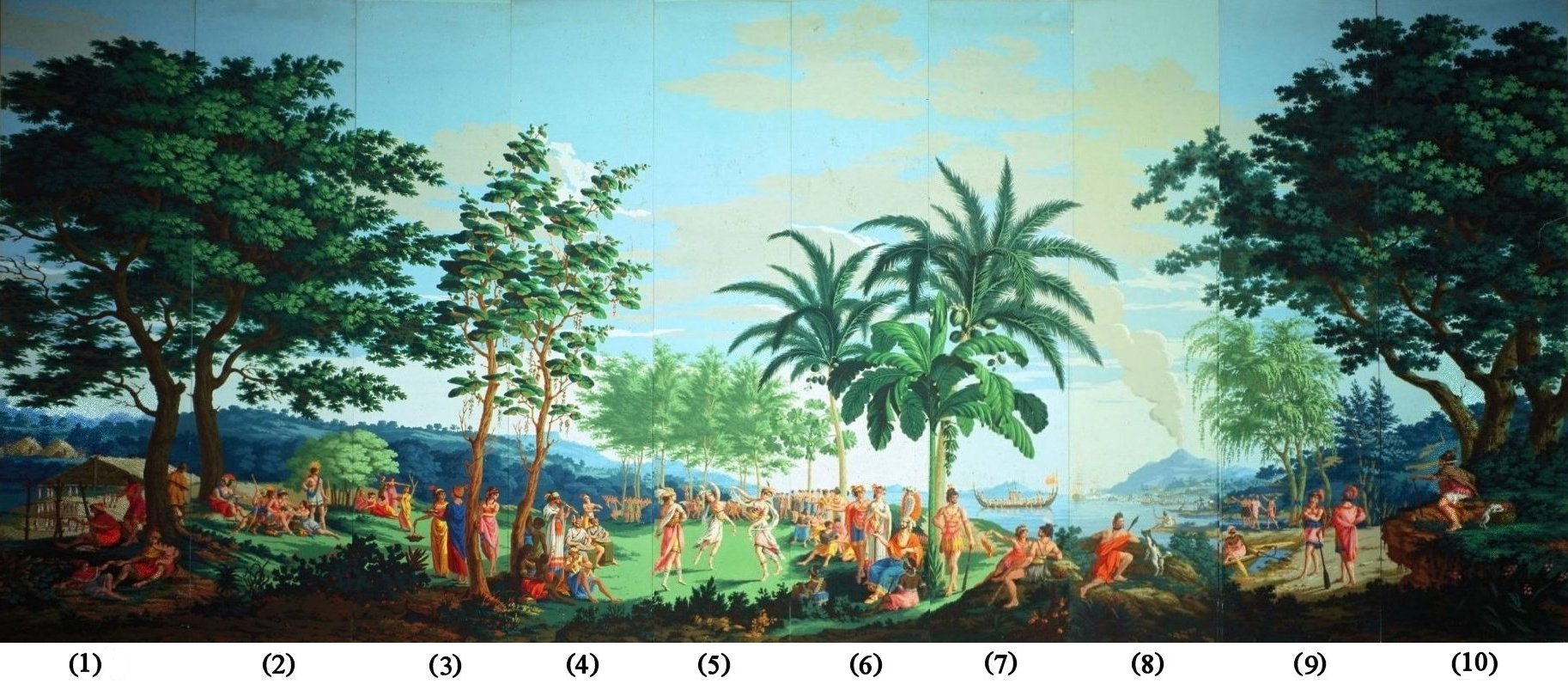
'Sauvages de la Mer Pacifique', panells 1-10 del paper pintat dissenyat per Jean-Gabriel Charvet i produït per Joseph Dufour

El 1827 la impressió amb planxa deixarà pas al cilindre gravat, que havia estat inventat el 1790 per de Jack Dickinson. El nou sistema representa una gran novetat perquè facilita l'estampació i permet una major producció de paper pintat. Serà la mateixa empresa francesa Zuber de Rixheim la que el 1829 produeixi el primer dibuix imprès amb corró fet amb una màquina moguda per una sínia amb cavalls. A partir d'aleshores i en ple desenvolupament industrial, apareixen les primeres màquines amb un cilindre per a cada color i accionades a vapor que, si bé desperten l'interès dels industrials, resulten molt cares i la implantació serà lenta.
Poc temps després, el 1830, el també francès Amédée Riesler produeix paper continu, una possibilitat que aconsegueix gràcies a la consistència del paper (el procediment havia estat descobert, el 1799, per Louis Robert). El paper continu, que obre les portes a la impressió mecànica, facilitarà l'estampació en grans quantitats.
El 1840 l'enginyer Wamsley Preston aconsegueix adaptar al paper pintat el procediment d'impressió de teixits amb cilindres. A més, la industrialització abarateix els costos i permet produir papers pintats més econòmics, que d'aquesta manera arriben a un públic més nombrós. És a partir d'aquest moment que el paper pintat es popularitza.

### Popularització

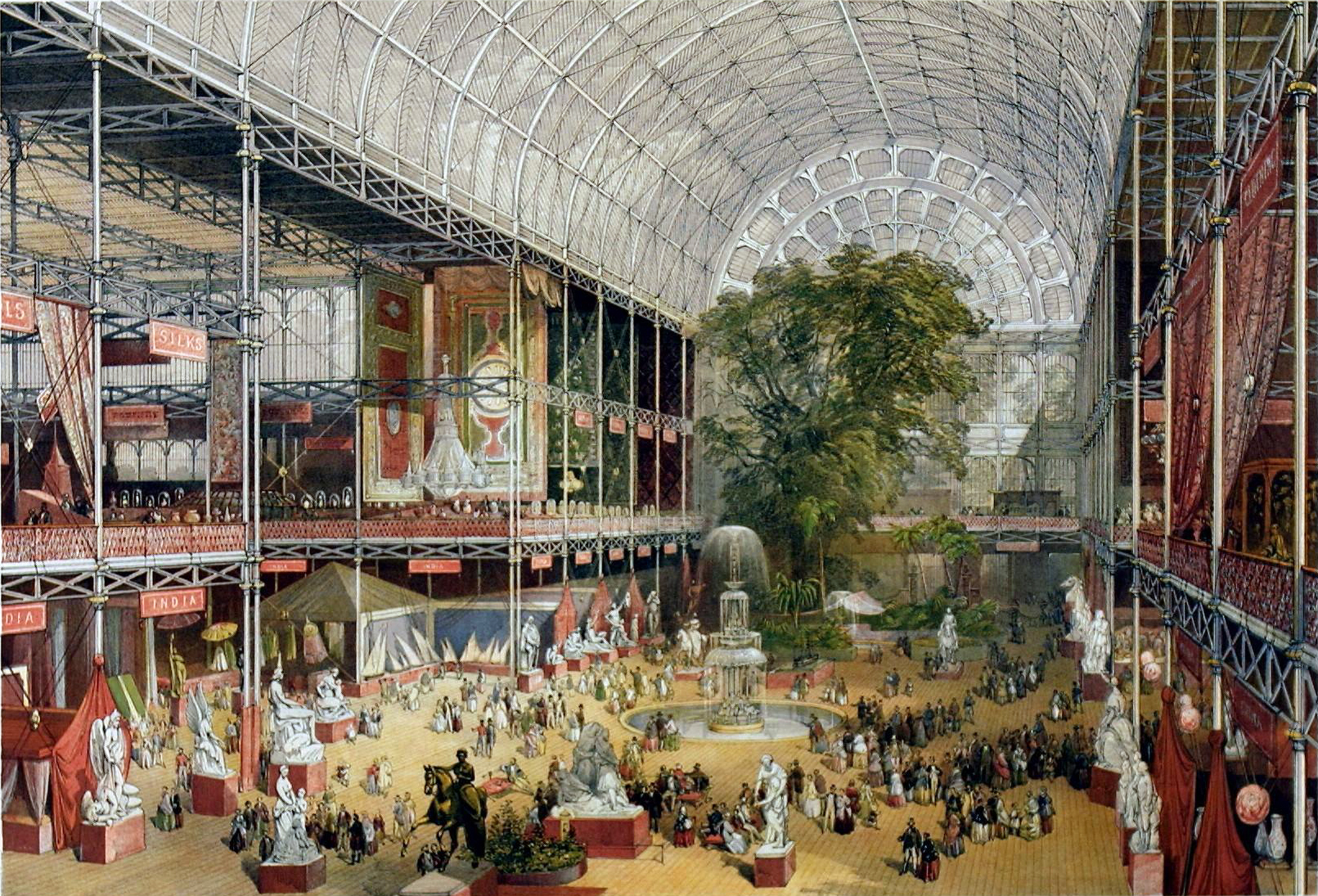
Litografia de record de la Great Exhibition que va tenir lloc a Londres el 1851

A partir d'aleshores les novetats no pararan d'aparèixer i la segona meitat del segle xix serà testimoni de grans avenços en el món de la impressió i l'estampació. Així per exemple, el paper pintat està present al primer gran certamen universal, la Great Exhibition of the Works of Industry of All Nations que tingué lloc al Crystal Palace de Hyde Park a Londres de l'1 de maig al 15 d'octubre de 1851, on els fabricants francesos i britànics presenten papers pintats estampats manualment i amb les primeres màquines. La fita coincideix amb l'arribada a Espanya del sistema d'impressió mecànica, malgrat que en aquell moment la mecanització encara comporta un empobriment de la part artística i la reducció del nombre de colors.
A partir d'aleshores s'incorporen a la indústria del paper pintat les noves descobertes tècniques i científiques. Així, el 1856 el britànic William H. Perkin descobreix l'anilina, el primer colorant sintètic, que evita el llarg procés de cultiu per elaborar tints vegetals o la preparació de minerals. A partir d'aquest descobriment els obradors de colorants i els laboratoris (sobretot alemanys) cerquen noves tonalitats d'acord amb els gustos de l'època i faciliten a les empreses colors o pigments per estampar durant tot l'any.
Durant el darrer quart del segle xix també trobem diversos tractaments del paper, com el trepat, amb perforacions que permeten separar-ne una part tot evitant el retallat manual. El trepat facilita la col·locació i l'encaix de les composicions decoratives i evita haver de tenir un estri, com són les tisores, massa car de comprar.
Algunes de les realitzacions més durant aquell període són la de Henry van de Velde per a la sala de música de la seva casa d'Ukkle (Brussel·les) l'any 1895; les sanefes de Walter Crane; els dissenys dels components de la Secession de Múnic o els arrambadors florals procedents de Silver Studio (Regne Unit), a més dels àlbums o catàlegs d'Alphonse M. Mucha, Maurice Pillard Verneuil o Eugène Grasset, que incorporaven tot un món fantàstic d'insectes voladors, fons marins o cascades de plantes florals.
A més, diversos procediments industrials també incorporaran la resina vinílica, de manera que els industrials donaran als papers pintats uns acabats termoplàstics, i apareixeran els papers pintats rentables, recoberts amb una capa de vinil que els envernissa i els fa resistents.
Els avenços tecnològics afavoriran l'aparició de màquines rotatives automàtiques i per això, juntament amb el paper en grans bobines, la millora de les tècniques d'impressió i el perfeccionament dels colorants, s'aconseguirà una major profusió de dissenys. Recordem que el darrer quart del segle xix és una època de creixement de moltes urbs, com Barcelona, on el paper pintat serà un recurs decoratiu molt utilitzat.

### Segle XX

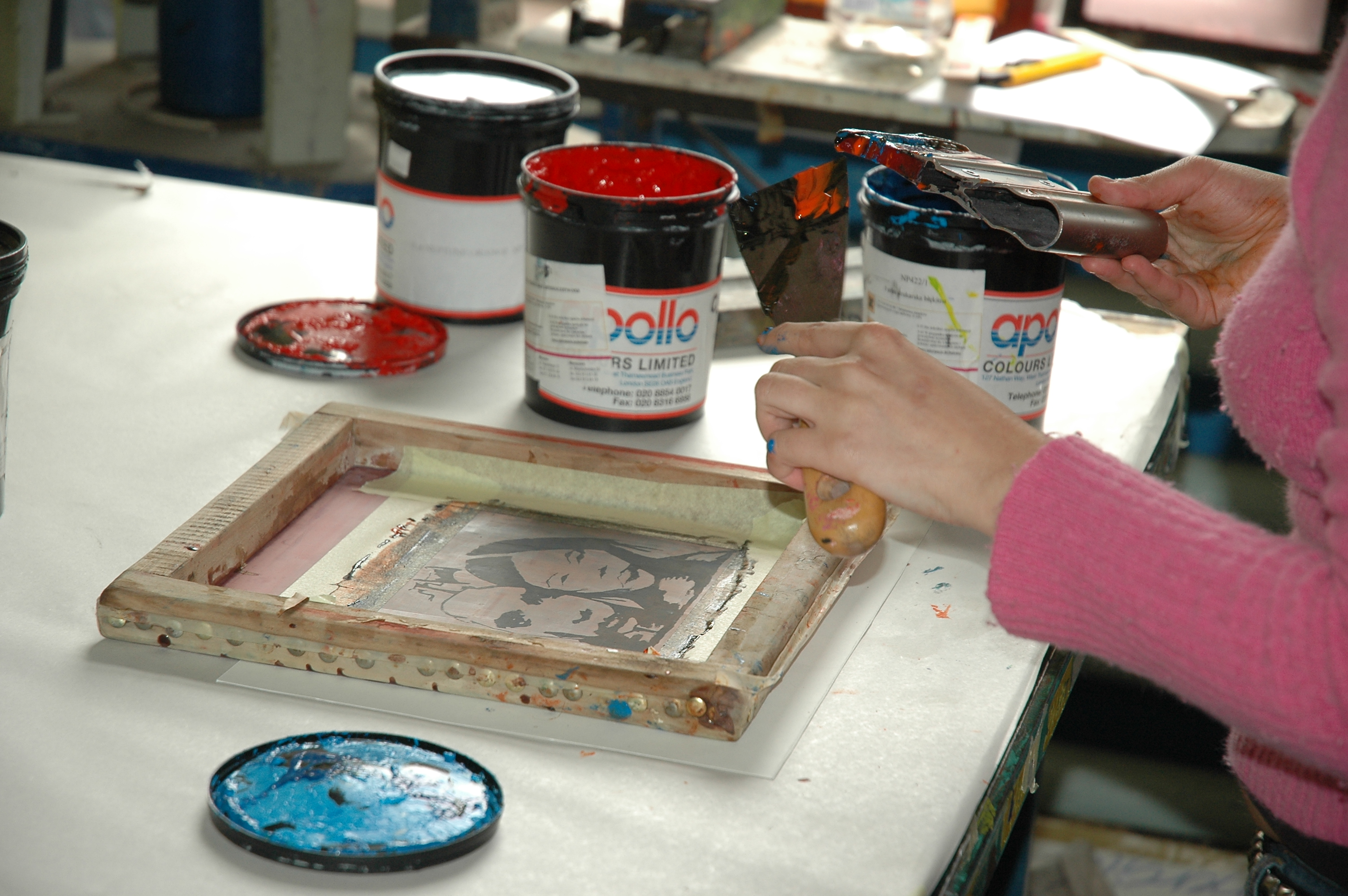
Exemple d'un procés de serigrafia

Al començament del segle xx, els Estats Units i França recuperen per a l'estampació tèxtil l'antic sistema de la serigrafia, en què es descompon el dibuix escollit i es fa un motlle fotogravat per a cada color. La serigrafia permetrà la repetició del dibuix sense perdre qualitat i facilitarà la introducció de gradacions de color en els estampats.
Les novetats seran constants al llarg d'aquest segle de grans canvis i aportacions tècniques. El 1956 la fàbrica de papers pintats de Marburg (Alemanya), en funcionament des del 1845, inventa el sistema d'impressió lliure, consistent a enganxar al paper pintat fils encadenats, fent-lo més resistent i li donant-li relleu. Moltes d'altres novetats van arribar al món del paper pintat al llarg del segle xx.

### Actualitat
Al segle XXI les aportacions tecnològiques, l'atenció al medi ambient –des de la fabricació fins al reciclatge– i la possibilitat d'interaccionar amb el paper pintat o de dissenyar-se'l un mateix han permès obrir les portes de la creativitat a un futur ple de novetats. El paper pintat s'ha recuperat com a revestiment que embelleix i, sobretot, personalitza els espais. Aquest interès coincideix amb les noves possibilitats que ofereixen les modernes tecnologies d'impressió, que afavoreixen uns acabats de gran qualitat sense limitar la creativitat dels dissenyadors. Consegüentment, al segle XXI els papers pintats recuperen l'esplendor de temps passats i, com aleshores, diversos artistes i creadors s'han abocat a dissenyar propostes gràfiques que han estat produïdes per les principals empreses del sector. Les aportacions tecnològiques també han permès que el paper pintat incorpori prestacions que abans haurien estat impensables, com és el cas dels papers termolúdics o els fosforescents. I l'atenció al medi ambient ha fet que alguns papers siguin ecològics, produïts amb molta cura respecte a la fabricació o el reciclatge. Finalment, els papers interactius conviden a actuar-hi al damunt, enganxant-hi objectes o dibuixant-hi. Per exemple, el 2009 la firma barcelonina Tres Tintas va crear la Galeria d'Art, un sistema que permet que tothom pugui dissenyar el seu propi paper pintat. Gràcies a l'eina del configurador d'espais, i a partir de models previs creats per diversos dissenyadors, l'usuari pot adaptar-los al seu gust i les seves necessitats, visionar el resultat i endur-se el paper pintat a casa llest per col·locar-lo.

### El paper pintat a Espanya
A mitjans del segle XVIII existia ja un gran interès a Espanya per a la decoració amb paper pintat. Això no obstant, la fabricació interior era insuficient i de poca qualitat. Malgrat els esforços d'algunes Sociedades Económicas de Amigos del Pais, com les de Madrid i Saragossa les preferències del públic s'orientaven als papers d'importació. La creació, per part dels empresaris francesos Giroud de la Real Fábrica de Papeles Pintados de Madrid, l'any 1786, és la iniciativa més rellevant, tot i que aquesta industria va tancar l'any 1836 A la mateixa època època existíen fàbriques a Vitòria, Barcelona, Alacant, Màlaga, Girona i altres poblacions.
La història del paper pintat a Catalunya ha estat documentada per Maria Teresa Canals

## Tipus
Es poden distingir diferents tipus de paper pintat, que s'utilitzaran en funció de les característiques de l'habitació que es vulgui decorar.
- Gofrat: Consta d'una sola capa de paper i es col·loca a la paret amb l'ajuda d'adhesiu
- Vinílic: Té una capa de plàstic cobrint el paper que el protegeix de la humitat i fa que es pugui netejar fàcilment amb un drap humit. Aquest tipus de paper és molt recomanable per llocs exposats a la humitat, com cuines i banys. També és molt útil per a les habitacions infantils per la comoditat de poder netejar fàcilment.
- Vinilitzat: Són papers amb una capa de vernís que els protegeix podent rentar-se, però no tan fàcilment com els vinílics.
- Texturat: S'utilitza per donar una textura a la paret abans de pintar. És molt útil per tapar imperfeccions de la superfície.
- Amb base tèxtil: És un paper molt decoratiu però menys pràctic que els anteriors, ja que són difícils de netejar i per col·locar-los cal una cola especial.
- Autoadhesiu: Aquest és el més còmode de col·locat, ja que duu la cola inclosa en el paper, evitant així la part més complicada del procés.

## Col·locació

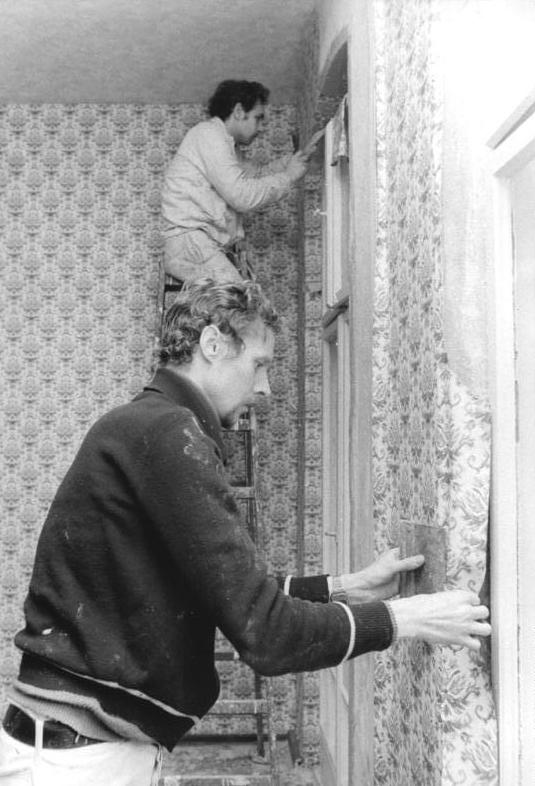
Treballadors col·locant paper pintat

Abans de col·locar el paper, és necessari preparar les parets sobre les quals s'actuarà. Si són parets d'obra nova, cal aplicar sobre el guix un pre-encolat. En cas de parets empaperades, és necessari aixecar els papers anteriors utilitzant un material desencolante i raspant amb rasquetes. També és imprescindible retirar el gotelé, en cas que existeixi. En el supòsit de superfícies molt irregulars, és convenient allisar introduint massilla en els orificis o aplicant escaiola a les zones enfonsades.
El càlcul del nombre de rotlles necessaris es fa dividint el perímetre de l'habitació sense comptar portes i finestres per la llargada de cada rotlle. Després, es multiplica pel nombre de rotlles que caben en alçada (alçada de l'habitació dividit per l'amplada del rotlle) tenint en compte que han de vessar per dalt i per baix i malgastar una part per casar els dissenys.
Per encolar el paper pintat es procedeix de la següent manera. S'estén sobre una superfície llisa i s'engoma la meitat del seu seva superfície. Seguidament, es doblega aquest tros sobre si mateix. L'operació es repeteix amb l'altra meitat. Llavors, es col·loca el drap en la paret començant des de la seva part més alta i estenent cap avall. Amb el raspall encolador s'allisa mentre s'eliminen les bombolles d'aire. És convenient deixar una petita resta en la part superior per tallar-lo. L'operació es repeteix amb la resta dels rotlles cuidant sempre de casar els dibuixos. Finalment, es tallen les parts sobrants utilitzant unes tisores o una fulla. S'acostuma a començar a empaperar pel lateral d'una porta o una finestra i seguir des d'allà el perímetre de l'habitació.

## Exposicions
L'any 2009, en ocasió de la galeria d'estudi Papers Pintats. Col·lecció del Museu de les Arts Decoratives i del Gabinet de les Arts Gràfiques de Barcelona, el DHUB va incrementar la seva Col·lecció de Papers pintats amb vint-i-tres exemples contemporanis produïts entre 2004 i 2009. Aquesta galeria d'estudi va ser la primera mostra dedicada al paper pintat a Espanya i exhibí una selecció dels papers pintats més significatius de la Col·lecció, amb exemples de producció local i internacional d'un període que abraçà més de cent cinquanta anys, des de mitjan segle xix fins a les tendències més actuals, posant de manifest els quatre grans pilars sobre els que se sustenta la producció actual d'aquest revestiment d'interior: el grafisme, la tecnologia, l'ecologia i la interactivitat. L'exposició es va dur a terme entre el 7 de juliol i el 31 d'octubre de 2010, a la seu del DHUB Montcada, i que va ser comissariada per Maria Teresa Canals i Rossend Cassanova.
Entre els papers pintats històrics la mostra va recórrer les estètiques que van del darrer terç del segle xix al darrer terç del XX —amb exemples neoclàssics, eclèctics, modernistes o art déco—, fins a les propostes pop dels anys 1960. Entre les peces exposades hi havia un nombre important de papers pintats d'estil modernista (Art Nouveau), en gran part de procedència europea, que destacaven per la vivesa dels colors i el dinamisme dels dissenys. Mentre que entre els contemporanis es van presentar les novetats més significatives dels darrers anys.